# 康弁
康弁（こうべん）は鎌倉時代の仏師。運慶の三男。生没年未詳。伝記も不明の部分が多い。父に従って、東寺南大門の金剛力士（仁王）像（現存せず）や興福寺北円堂諸像の分担制作を行った他、興福寺の「天燈鬼・龍燈鬼立像」を制作した。

## 天燈鬼・龍燈鬼立像

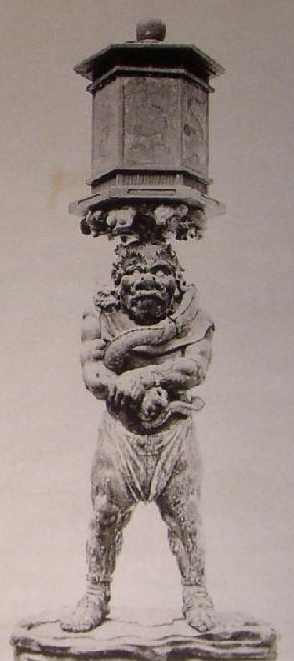
龍燈鬼立像

康弁の代表作として知られる一対の木彫像。国宝。興福寺西金堂に安置されていたもので、現在は同寺国宝館に展示されている。
龍燈鬼像の胎内納入の紙片の記載から、この像が建保3年（1215年）、康弁により制作されたことが判明する。天燈鬼像には納入品はないが、両像は1対で阿吽（あうん）形を示し、その出来栄えも共に非常に優れていることから、天燈鬼・龍燈鬼とも康弁の作品と見るのが通説である。
本来は四天王に踏みつけられる悪・仏敵の象徴であった邪鬼を独立した像としたもので、優れた写実性の中に滑稽味があふれる、それまでの仏教彫刻には無かった特徴があり、康弁の豊かな才能と技術を示している。
天燈鬼は像高約78cm、左肩に灯篭を担ぎ、上体を右に傾け右腕を伸ばして全体のバランスがよく取れている。眉に銅板を用いるなど、工芸的な工夫も見られる。口は大きく開かれ、阿形（あぎょう）を表す。龍燈鬼は像高約78cm、両足をやや開いた直立姿勢で、竜を体に巻き付け、頭上に灯篭を乗せる。上目遣いの目、大きな団子鼻をした顔が面白い。口は一文字に閉じ、吽形（うんぎょう）を表す。
目の部分は玉眼と言われており、後頭部をくり抜き内側から水晶やガラスをはめ込む。